# Patrisse Cullors
Patrisse Cullors (Los Angeles, 20 de junho de 1983) é uma ativista e artista estadunidense, cofundadora do movimento Black Lives Matter. Cullors defende mudanças profundas no sistema penitenciário em Los Angeles. Ela também se identifica como uma ativista no movimento Queer.

## Biografia e vida pessoal
Cullors nasceu em Los Angeles, Califórnia. Ela cresceu em Pacoima, um bairro de baixa renda no Vale de San Fernando. Ela se tornou uma ativista desde cedo, ingressando na Bus Riders Union quando adolescente. Mais tarde, ela se formou em religião e filosofia pela UCLA . Leciona na Otis College of Art and Design no Programa de Prática Pública. Também leciona no mestrado em Justiça Social e Organização Comunitária no Prescott College.
Cullors se lembra de ter sido forçada a sair de casa aos 16 anos, quando revelou sua identidade queer aos pais. Ela estava envolvida com as Testemunhas de Jeová quando criança, mas depois ficou desiludida com a igreja. Ela desenvolveu um interesse na tradição religiosa nigeriana de Ifá, incorporando seus rituais em protestos políticos. Ela disse em uma entrevista:

Para mim, buscar espiritualidade tem muito a ver com buscar entender minhas particularidades—como essas particularidades me moldam no meu cotidiano e a maneira que eu as vejo como parte de uma luta maior, a luta pela minha vida.

## Black Lives Matter
Em união com as ativistas Alicia Garza, Opal Tometi e alguns líderes comunitários, Cullors fundou o Black Lives Matter. As três começaram o movimento por conta da frustração com a absolvição de George Zimmerman no caso de Trayvon Martin. Cullors criou a hashtag #BlackLivesMatter para sustentar e apoiar o lema utilzado por Garza em um post no Facebook sobre o caso Martin. Cullors descreveu ainda seu ímpeto na luta pelos direitos dos afro-americanos como decorrente de brutalidades cometidas contra o seu irmão de 19 anos durante um aprisionamento no condado de Los Angeles.
Cullors acredita nas redes sociais como instrumento de exposição das injustiças e agressões sofridas por afro-americanos, dizendo: "Todos os dias, a todo momento, os negros são bombardeados com imagens de nossa morte. . . É como se estivessem dizendo: 'Povo negro, vocês podem ser os próximos. Vocês serão os próximos, mas, em contrapartida, vai ser melhor para nossa nação, quanto menos de sua raça, mais seguro será."

## Ativismo
Cullors atuou como diretora executiva da "Coalizão Pelo Fim da Violência dos Xerifes nas Prisões de Los Angeles". O grupo defendia uma comissão civil para supervisionar o Departamento dos Xerifes do Condado de Los Angeles, a fim de acabar com os abusos proferidos pelos policiais. Ao organizar ex-presidiários em um grupo eleitoral, os organizadores esperavam convencer o Conselho de Supervisores do Condado de Los Angeles a criar essa comissão, bem como reunir votos suficientes para eleger alguém que pudesse substituir Lee Baca, o Xerife do Condado de Los Angeles, que renunciou em 2014. No entanto, o grupo não teve sucesso em seus esforços.
Cullors foi cofundadora da organização de ativismo penitenciário "Dignity and Power Now", que obteve sucesso em advogar por um conselho de supervisão civil.
Cullors também faz parte do conselho do Ella Baker Center for Human Rights, tendo liderado um grupo de reflexão sobre a violência do estado e dos vigilantes na Conferência Sem Fronteiras de 2014.

### Política
Cullors apoiou Elizabeth Warren e Bernie Sanders nas eleições primárias presidenciais do Partido Democrata em 2020, pedindo a união dos progressistas para "derrotar os Bloombergs e os Bidens do mundo".

## Prêmios
Cullors faz parte do programa de bolsas de estudo Fulbright. Ela foi nomeada a ativista do ano de 2007 pelo The Mario Savio Young Activist Award. Ela também recebeu o prêmio Sidney Goldfarb. Ela foi nomeada a History Maker da NAACP em 2015. Também em 2015, Cullors, Opal Tometi e Alicia Garza (denominadas "As Mulheres do #BlackLivesMatter") foram listadas como uma das nove finalistas da Pessoa do Ano do The Advocate. Ela também foi nomeada uma das mulheres do ano da Glamour Magazine em 2016. Também em 2016, ela foi nomeada uma das Maiores Líderes do Mundo na Fortune e recebeu Honoris causa pela Clarkson University. Em 2018 ela recebeu o Prêmio José Muñoz do Centro de Estudos LGBTQ CLAGS no Núcleo de Pós-Graduação CUNY. É uma das 100 Mulheres da lista da BBC de 2020.

## Obras
Em 2014, Cullors produziu a peça teatral POWER: From the Mouths of the Occupied (BOCAS: Das Bocas dos Ocupados, em tradução livre), que estreou no Highways Performance Space. Ela contribuiu com diversos artigos sobre seus movimentos para o LA Progressive, incluindo um artigo de dezembro de 2015 intitulado "The Future of Black Life"(O Futuro da Vida Negra) que impulsionou a ideia de que os ativistas não podiam mais esperar que o Estado agisse, e chamou seus seguidores para a ação, incentivando-os a começar a construir o mundo que eles querem ver.
Seu livro, When They Call You a Terrorist: A Black Lives Matter Memoir (Quando Eles te Chamam de Terrorista: Um Memorial do Black Lives Matter) foi publicado em janeiro de 2018.